# 10,000 Hours
"10,000 Hours" é uma música da dupla country Dan + Shay e do cantor canadense Justin Bieber.  Foi lançado como single do próximo quarto álbum de estúdio de Dan + Shay em 4 de outubro de 2019. 

## Recepção
A faixa foi descrita pela Billboard como "mid-tempo". 

## Antecedentes
Em 29 de setembro, a dupla começou a provocar nas mídias sociais que uma faixa estava chegando em 4 de outubro.  Eles revelaram a colaboração em 2 de outubro. 

## Vídeo musical
Em "10,000 Hours", cada cantor surge com sua respectiva amada e não faltam declarações e momentos de carinho - especialmente entre Hailey e Justin. 

## Créditos
Créditos adaptados do Tidal. 
- Dan Smyers - vocais, compositor, produtor, violão, guitarra elétrica, programador, engenheiro de gravação, sintetizador
- Shay Mooney - vocais, compositor
- Justin Bieber - vocais, compositor
- Poo Bear - compositor
- Jordan Reynolds - compositor, violão, baixo, guitarra, piano, programador, sintetizador
- Jessie Jo Dillon - compositora
- Abby Smyers - backing vocal
- Bryan Sutton - violão, guitarra ressonadora
- Jeff Balding - engenheiro
- Josh Gudwin - engenheiro adicional, produtor vocal
- Josh Ditty - engenheiro adicional
- Andrew Mendelson - mestre
- Jeff Juliano - misturador

## Histórico de lançamento
| Região | Data                 | Formato                    | Gravadora        | Ref.   |
| ------ | -------------------- | -------------------------- | ---------------- | ------ |
| Mundo  | 4 de outubro de 2019 | Download digital streaming | Warner Nashville | [ 12 ] |